# The Price is Right (programa estadounidense)
The Price is Right es un concurso de televisión estadounidense que fue creado por Mark Goodson y Bill Todman. Sus concursantes compiten para identificar los precios de mercancías para ganar dinero y premios. El programa es bien conocido para su lema legendario de "Come on down!" ("¡Venga hacia abajo!"), usado por el locutor para dirigir concursantes nuevamente seleccionados al "Contestant's Row" ("Fila de Concursantes"). La versión original de The Price is Right se emitió desde 1956 hasta 1965, inicialmente por la National Broadcasting Company (NBC) y posteriormente por su rival American Broadcasting Company (ABC). La versión actual de la serie se estrenó el 4 de septiembre de 1972 por el Columbia Broadcasting System (CBS), y fue originalmente titulado The New Price is Right para distinguirse de la versión original.
El personal en el aire actualmente consta del presentador Drew Carey, el locutor George Gray, y un elenco de cuatro modelos. Desde el debut de esta versión en 1972 hasta la introducción del presentador actual en 2007, la serie fue presentada durante casi 35 años por Bob Barker, quien estuvo acompañado por una serie de locutores quienes incluyeron Johnny Olson, Rod Roddy, y Rich Fields, así como un elenco de modelos veteranos conocidos colectivamente como "Barker's Beauties".
The Price is Right fue nombrado por TV Guide en un artículo de 2007 como "el mejor programa de concursos de todos los tiempos".
Mientras reteniendo unos elementos de la generación anterior del programa, la versión de 1972 añadió muchos nuevos elementos distintivos y pasó a ser el concurso con la duración continua más larga en la historia de la televisión estadounidense, con más de 7.500 episodios emitidos. La temporada 40 comenzó el 19 de septiembre de 2011.

## Reglas del concurso
El concurso consta de una competición con cuatro elementos distintos, en los cuales nueve concursantes preliminarios (o seis, dependiendo de la duración del programa) son eventualmente reducidos a dos finalistas quienes compiten en "The Showcase".

### "One Bid"
Los cuatro concursantes en el "Contestant's Row" compiten en un partido de calificación llamado "One Bid" para determinar quien jugará el próximo juego de precios. Un premio se muestra y cada concursante ofrece una sola puja para el próximo "Pricing Game". Un premio se muestra y cada concursante otorga una puja sencilla para el objeto. El orden de la puja mueve desde la izquierda hasta la derecha, comenzando con el más lejano. Los concursantes pujan en dólares íntegros y no pueden pujar la misma cantidad que cualquier concursante pujó previamente para ese objeto. El jugador cuyo puja es más cercana al precio efectivo del premio sin pasar más gana el premio y juga el próximo "Pricing Game".
Cuando un concursante sobrepuja, se le instruye re-pujar abajo del precio de puja más bajo como anunciado por el presentador. Una campana suena antes de que el precio se revela si un concursante adivina el precio. Desde 1977 hasta 1998, un jugador quien pujó perfectamente recibió un bono de $100. En 1998, el bono para pujas perfectas fue aumentada a $500. En The Price is Right $1,000,000 Spectacular, el bono es $1.000.

### "Pricing Games"
Después de ganar "One Bid," el concursante entra en escena y se le ofrece ganar dinero o premios adicionales jugando un "Pricing Game". Después de que el "Pricing Game" se acaba, un concursante nuevo es seleccionado para el "Contestant's Row" y el proceso se repite. Seis "Pricing Games" se juegan en cada episodio con una duración de hora completa; tres juegos por episodio fueron jugados en el formato con una duración de media hora. En un episodio típico de una duración de hora completa, dos juegos—uno en cada mitad del programa—serán jugados para un coche, a lo sumo un juego será jugado para un premio monetario y los otros juegos ofrecerán mercancías o viajes. Usualmente, uno de los seis juegos involucrarán productos comestibles, mientras otro involucrará premios más pequeños que pueden ser usados para ganar un paquete más grande.
Originalmente, cinco "Pricing Games" fueron en la rotación. Desde entonces, más juegos se han creados y añadidos a la rotación y, a partir de la expansión del programa a 60 minutos en 1975, la velocidad a la que los juegos se estrenaron aumentó. Un total de 105 juegos se han jugados en el programa, de los cuales 70 son en la rotación actual.[cita requerida]
En The New Price is Right (una versión sindicalizada que era emitida en 1994 con presentación de Doug Davidson), las reglas de varios juegos fueron modificados, y otros cambios estéticos fueron hechos. Notablemente, los productos comestibles usados en unos juegos de la versión diurna fueron reemplazados por mercancías pequeñas, generalmente valorado menos que $100. A partir de 2008, los episodios de The Price is Right $1,000,000 Spectacular contaron con cambios en las reglas de algunos "Pricing Games" que recompensaron un bono de 1 millón de dólares al concursante si objetivos específicos eran logrados mientras jugaba el juego.

### "Showcase Showdown"
Desde la expansión a 60 minutos en 1975, cada episodio cuenta con dos "Showcase Showdowns" que ocurren en cada mitad del juego, contando con los tres concursantes quienes jugaron los "Pricing Games" anteriores. Los jugadores giran "The Big Wheel" para determinar quien avanza a "The Showcase".
El juego es determinado por el orden del valor de las ganancias de cada concursante hasta ahora (incluyendo en la ronda "One Bid"), con el concursante con la mayor ganancia girando en último lugar. En el supuesto y extraño caso de que múltiples concursantes queden empatados en sus ganancias, un lanzamiento de la moneda o un sorteo aleatorio determina quién toma el primer turno.
La rueda contiene 20 secciones que muestran valores desde 5¢ hasta $1,00 en incrementos de cinco centavos. El primer concursante gira la rueda y puede optar por detener con su puntuación o girar de nuevo, añadiendo el valor del segundo giro al valor del primero. Si su puntuación total pasa más de $1,00, el concursante queda eliminado del juego. El concursante cuya puntuación sea más cercana a $1,000 sin pasarse, avanza a "The Showcase" al fin de cada episodio. Si los dos primeros concursantes se pasan de $1,00, el último concursante automáticamente avanza a "The Showcase"; sin embargo, se les da un giro para ver si pueden alcanzar $100.
Cualquier concursante cuya puntuación sea igual a $1,00 (ya sea a partir de un solo giro o una combinación de dos giros) recibe un bono de $1.000, y desde 1978, un giro bono. En el giro bono, la rueda se posiciona en 5¢ y el concursante toma su giro. Si la rueda queda en 5¢ o 15¢ (los espacios de fondo verde que están adyacentes al espacio de $1,00), el concursante recibe un bono de $10.000. Si la rueda queda en $1,00 durante el giro bono, el concursante recibe un premio adicional de $25.000. Desde 1978 hasta 2008, los bonos fueron $5.000 por aterrizar en una sección verde y $10.000 por aterrizar en $1,00. Si la rueda no queda en cualquier de estos espacios o falta en hacer una revolución completa, el concursante no gana dinero adicional ni la oportunidad de girar de nuevo.
Si dos o más concursantes quedan empatados con la puntuación ganadora después de cada de sus giros, esos concursantes compiten en un "spin-off". A los concursantes empatados se les dan un giro adicional y el jugador que recibe la puntuación más grande avanza a "The Showcase". Múltiples "spin-offs" son jugados hasta el empate se rompa. Los jugadores que alcanzan el espacio de $1,00 durante sus giros en esta ronda todavía reciben $1,00 y un giro bono. Si dos o más concursantes estaban empatados con una puntuación de $1,00, sus giros bonos también determinan sus puntuaciones en el "spin-off". Solamente la puntuación en el "spin-off", sin cualquiera cantidad de dinero bono, determina quien avanza a "The Showcase". Un empate en un "spin-off" de giro bono significa que el segundo "spin-off" será conducido sin bonos disponibles.
Cada giro debe hacer una revolución completa para calificar. Un concursante cuyo giro no hace una revolución completa tradicionalmente se abuchea por la audiencia, y está obligado a girar de nuevo, excepto durante un giro bono, cuando el giro del jugador acaba. Sin embargo, cuando el giro bono fue también parte de un "spin-off", el concursante está obligado a girar de nuevo pero no tiene la oportunidad de ganar dinero bono, similar a un giro de desempate en una ronda de giro bono.

### "The Showcase"
Al fin del juego, los dos ganadores de los "Showcase Showdowns" juegan "The Showcase". Antes de la introducción del "Showcase Showdown" en 1975, y en episodios de media hora, los dos concursantes con las ganancias más altas avanzaron a "The Showcase".
Un "showcase" de premios se selecciona, y el ganador mayor hace una oferta en el valor total del "showcase" o pasa el "showcase" al subcampeón, quien entonces está obligado a hacer una oferta. Un segundo "showcase" luego es presentado, y el concursante quien no había pujado en el primer "showcase" hace la oferta. A pesar del "One Bid", el concursante quien puja en el segundo "showcase" hace la misma cantidad que su oponente en el primer "showcase", porque los dos concursantes están pujando en paquetes de premio diferentes.
El concursante quien ha pujado más cercana al precio de su propio "showcase" sin pasar más gana los premios en sus "showcases". Cualquier concursante quien sobrepuja es descalificado, sin tener en cuenta el resultado de su oponente. Una sobrepuja doble resulta en que los concursantes no ganan sus premios.
A pesar de "One Bid", no hay un bono adicional para una puja perfecta, que se ha hecha dos veces en la historia de la versión diurna del programa. Sin embargo, si la diferencia del ganador es $250 o menos fuera del precio efectivo de su propio "showcase" sin pasar más, el concursante gana ambos "showcases". Desde 1974 hasta 1998, las pujas de los concursantes debían ser menos de $100 fuera del precio efectivo sin pasar más para ganar ambos "showcases".

## Premios
A partir de noviembre de 2009, el programa había regalado aproximadamente $250.000.000 en dinero y premios. Varias prohibiciones impuestos por Bob Barker se han levantadas desde la introducción de Drew Carey como presentador; estas incluyen un interdicto en el ofrecimiento de productos hechos de cuero y la exposición de asientos de cuero en los vehículos, y un interdicto en la exposición de puntales de carne simuladas en los barbacoas y los hornos. Un interdicto en pelaje que data a la tenencia de Barker se considera todavía en efecto. El programa también ha ofrecido ropa y accesorios de alta costura desde la adhesión de Carey, contando con tales diseñadores como Coach, Inc., Louis Vuitton, y Limited Brands en un intento para atraer a una demográfica más joven, así como tales dispositivos electrónicos como smartphones, sistemas de computadoras personales, y centros de entretenimiento. Otros premios comunes en el programa, todos de ellos remontando a los inicios del programa, incluyen automóviles, mobiliario doméstico, vacaciones de una semana a diversas lugares, y premios monetarios.
El premio más costoso que ha sido ofrecido en esta versión del programa fue un Tesla Roadster (valorado a $112.845), que apareció durante el juego "Green Road" en la Día de la Tierra de 2010.

### Automóviles
Desde el debut del programa, los automóviles han sido un premio regular en The Price is Right. La mayoría de los episodios de hora completa tienen dos "Pricing Games" que están jugados para un automóvil, y en la mayoría de los episodios (aunque no todos), uno de los dos "showcases" cuentan con un automóvil. Para episodios especiales, frecuentemente se ofrecen más automóviles.
Desde 1991 hasta 2008, casi todos los automóviles en el programa fueron hechos por compañías de los Estados Unidos, específicamente los fabricantes de Detroit llamados los "Big Three" (Ford, General Motors, y Chrysler). Esta movida fue hecha por Barker, en su capacidad como el productor ejecutivo, como un signo de patriotismo durante la primera Guerra del Golfo en 1991, y como una manifestación de soporte para la industria de automóviles de Estados Unidos, que estaba particularmente luchando en esa vez. Cuando Chrysler se fusionó con el automotriz alemán Daimler-Benz en 1998 para formar DaimlerChrysler AG (ahora simplemente Daimler AG porque Chrysler se ha separado de ese grupo), la propiedad extranjera de Chrysler no afectó el proceso de llevar los modelos relacionados con Chrysler en el programa.
Desde el retiro de Barker, automóviles hechos por compañías extranjeras se han ofrecido, más notablemente Honda, que tiene varias fábricas a lo largo del estado de Ohio (la residencia natal de Carey). A través de colocación de productos, ciertos episodios cuentan con Honda como el fabricante exclusivo de vehículos automóviles ofrecidos en ese episodio. Los fabricantes mayores europeos (Volkswagen, BMW, Daimler) y asiáticos (Hyundai, Toyota, Mazda, Nissan, Honda, Mitsubishi, Geely) han proporcionado automóviles en el programa desde el levantamiento del interdicto, con coches extranjeros primas casi exclusivamente usados para los juegos que ofrecen coches de mayor precio. Automóviles antiguos se han ofrecidos como premios para juegos que no involucran fijar sus precios.

## Récords de ganancias
El récord para el total individual más largo en dinero y premios en un episodio diurno de The Price is Right se posee por Vickyann Sadowski. El 18 de septiembre de 2006, en el estreno del temporada 35, Sadowski ganó un Dodge Caravan jugando el juego "Push Over", así como $1.000 en dinero en el "Showcase Showdown". También ganó ambos "showcases", que incluyeron un Dodge Viper en su propio "showcase" y un roadster Saturn Sky en el de su oponente, llevando sus ganancias totales para el episodio a $147.517 y convirtiéndola en la ganadora más exitosa en un episodio sencillo de un concurso diurno en la televisión estadounidense.
El récord para ganancias en las versiones de horario estelar se posee por Adam Rose. El 22 de febrero de 2008, en The Price is Right $1,000,000 Spectacular, Rose ganó $20.000 jugando el "Grand Game" y ganó ambos "showcases", que incluyeron un Ford Escape Hybrid en la caja de su oponente y un convertible Cadillac XLR en su propia caja, además de un bono de $1.000.000. Su total fue $1.153.908.
CBS impuso un límite de $25.000 en las ganancias de concursantes hasta el 1 de noviembre de 1984, cuando el límite fue alcanzado a $50.000. El límite fue alcanzado de nuevo dos años más tarde, a $75.000. A finales de los años 1990, CBS había levantado su límite en las ganancias de concursantes, y los concursantes mantuvieron todas de sus ganancias y premios sin donación forzada a la caridad.

## Reparto y equipo

### Presentadores
La versión diurna de The Price is Right fue presentada originalmente por Bob Barker, cuyo mandato se extiende casi 35 años—desde el 4 de septiembre de 1972 hasta el 15 de junio de 2007. Barker comenzó su mandato en el programa cuando todavía estaba presentando Truth or Consequences, un programa de proeza excepcional en la NBC. Además de presentar el programa, Barker también sirvió como su productor ejecutivo, manteniendo esa posición desde 1988 y su retiro en 2007, y obteniendo control creativo significativo a lo largo de sus últimos siete años con el programa. Fue también responsable por crear unos de los "Pricing Games" en el programa y lanzar el spin-off en horario central, The Price is Right $1,000,000 Spectacular. Un defensor para los derechos de animales, Barker es notable por acabar la mayoría de sus episodios con el mensaje de servicio público, "Ayuda en controlar la población de animales domésticos, haciendo que sus animales sean esterilizados y castrados."
El 31 de octubre de 2006, Barker anunció que se retiraría del programa al final de la temporada 35. En marzo de 2007, CBS y FremantleMedia comenzaron una búsqueda para el próximo presentador del programa. Drew Carey fue elegido e hizo el anuncio de su selección en el Late Show with David Letterman. Después de cuatro meses de reposiciones desde la temporada final de Barker, el primer episodio presentado por Carey se emitió el 15 de octubre de 2007. Craig Ferguson tomó posición como presentador por un día en el 1 de abril de 2014.

### Locutores
Johnny Olson, el locutor de elección para la mayoría de programas Goodson-Todman en esa era, fue el locutor original del programa hasta poco antes de su muerte en octubre de 1985. Olson fue reemplazado en 1986 por Rod Roddy, quien permaneció con el programa hasta poco antes de su muerte en octubre de 2003. Rich Fields, un meteorólogo de Los Ángeles, asumió el cargo de locutor en abril de 2004, y quedó con el programa hasta el fin de la temporada 38. Tras un cambio de dirección y una búsqueda para un locutor con más experiencia en comedia improvisacional, el presentador veterano George Gray fue confirmado como el locutor permanente del programa en el episodio que se emitió el 18 de abril de 2011. Shadoe Stevens tomó posición como locutor por un día en el 1 de abril de 2014.

### Modelos
Para ayudar en desplegar sus muchos premios, The Price is Right ha contado con varios modelos quienes eran conocidos, durante el mandato de Barker, como "Barker's Beauties". Unos de estos modelos incluyeron Holly Hallstrom (1977-1995), quien dejó el programa perseguiendo un litigio de terminación injusta contra el personal; y Kathleen Bradley (1990-2000) y Janice Pennington (1972-2000), quien fueron destituidas del programa simultáneamente porque supuestamente se habían dado testimonio en el litigio antedicho de Hallstrom.
Cuando Drew Carey asumió el cargo de presentador, los modelos ya no fueron mencionados por un apodo colectivo, pero por sus nombres individuales. Según Carey, esta política fue implementada para permitir que los modelos sean capaces de usar el programa para promover sus carreras.

### Personal de producción
Los productores de concursos Mark Goodson y Bill Todman fueron responsables para producir la versión original de The Price is Right, así como sus versiones de renacimiento. Un empleado de Goodson-Todman, Bob Stewart, se acredita con la creación del programa original.
Roger Dobkowitz fue el productor del programa desde 1984 hasta 2008, habiendo trabajado como un miembro del personal de producción desde el debut de la versión actual en 1972. Ocasionalmente apareció en la cámara cuando responder a una pregunta planteada por el presentador, usualmente relacionada con la historia o récords del programa. Cuando Dobkowitz dejó el programa, Variety reportó que no estaba claro qué había pasado con Dobkowitz; sin embargo, en una entrevista posterior con Esquire, Carey indicó que Dobkowitz fue despedido. Después del despido de Dobkowitz, Michael G. Richards se convirtió en el nuevo productor.
A partir de 2011, el programa use productores múltiples, todos de ellos habiendo trabajado con el programa durante mucho tiempo. El productor actual del programa es Adam Sandler (quien no debe confundirse con el actor), y los co-productores actuales son Stan Blits y Sue MacIntyre. Kathy Greco unió al programa en 1975 y convirtió en la productora en 2008; en octubre de 2008, anunció su retiro en el sitio web oficial del programa, efectivo al fin de las grabaciones en diciembre de 2010. Su último episodio como productora, que se emitió el 27 de enero de 2011, contó con un tributo a Greco. El sitio web del programa contó con una serie de vídeos que incluyeron una entrevista con Greco, como un tributo a su 35 años en los días que condujeron a su episodio final.
Frank Wayne, un miembro del personal de Goodson-Todman desde los años 1950, fue el productor ejecutivo de la versión actual del programa desde 1972 hasta su muerte en 1988. Barker asumió este cargo después de la muerte de Wayne, pero después de retirarse a sí mismo, fue reemplazado por Syd Vinnedge, el ejecutivo de FremantleMedia. Los productores anteriors han incluidos Jay Wolpert, Barbara Hunter, y Phil Wayne Rossi (el último siendo el hijo de Frank Wayne). El director actual del programa, Michael Dimich, asumió ese cargo en junio de 2011. Los directores anteriores (Marc Breslow, Paul Alter, Bart Eskander, y Rich DiPirro) todos sirvieron largas jornadas en ese cargo. Los directores asociados Andrew Felsher y Fred Witten, así como el director técnico Glenn Koch, han dirigido episodios estrictamente sobre una base de sustitución.

## Información sobre la producción

### Grabación
Excepto por el especial de 2002, que era grabado en Las Vegas, The Price is Right se ha grabado desde el Estudio 33 en CBS Television City en Los Ángeles, California a lo largo de su existencia entera. El estudio, que es usado para otras producciones de televisión, fue renombrado como "The Bob Barker Studio" en 1998, para honrar el presentador legendario en conmemoración de su episodio 5.000 de The Price is Right. Cuando Carey se convirtió en el presentador, existieron hablas sobre viajes en el futuro del programa.
El programa es usualmente producido en alrededor de una hora. Usualmente se graban dos episodios por día, y normalmente hay tres días de grabación por semana. El programa se graba antes de su fecha de emisión. Por ejemplo, un episodio puede ser grabada en el 16 de enero, pero su emisión puede ser prevista para el 28 de febrero. Como es el caso con otros muchos programas que comienzan su producción en el verano, el tiempo de entrega varía durante la temporada, entre un día y quince semanas. La audiencia es entretenida por el locutor antes de que la grabación comience. Después de la sesión de grabación, se realiza un sorteo para un galardón del puerto. En unos episodios, todos los miembros de la audiencia reciben un premio de un patrocinador o una celebridad invitada.
Unos episodios se graban "fuera de orden" para permitir que un episodio específico sea emitido después de que otros episodios han sido emitidos. Notablemente, episodios emitidos en la semana de Christmas usualmente se graban a principios de diciembre, fuera de la rotación regular. Además, un episodio pueden ser grabado fuera de orden si un paquete de premios refleja un viaje a un evento especial que está ocurriendo cerca a la fecha en cuando el episodio será emitido.
Otros episodios pueden ser grabados fuera de orden debido a incidentos o situaciones relacionados con el juego que están más allá del control de la cadena. Esto fue el caso con episodios que ofrecieron viajes a Nueva Orleans y estaban previstos para ser emitido en el otoño de 2005, poco después del huracán Katrina; y con un episodio que ofreció un viaje a Nashville y estaba previsto para ser emitido en mayo de 2005, poco después de las inundaciones de Tennessee de 2010. Además, se han existido retrasos acerca de episodios contando con viajes a ubicaciones en donde un desastre natural reciente ha coincidido con la fecha de emisión original.
Actualmente, el programa usualmente graba dos o tres semanas por cada mes en cuándo seis episodios son grabados por semana.

### Compañías productoras
La versión actual de la serie fue originalmente designada como "A Mark Goodson-Bill Todman Production, in association with CBS". Después de que Todman falleció en 1979, la unidad fue renombrada como simplemente "Mark Goodson Productions", y fue anunciado con este nombre en The Price is Right desde 1984 hasta 2007. Actualmente, la serie es producida por FremantleMedia, y su copyright pertenece a "The Price is Right Productions, Inc.", un joint venture de RTL Group y la CBS.
Por el bien de tradición, y a través de permiso especial de FremantleMedia, el programa continuó usar el nombre, logo, y anuncio de Mark Goodson Productions al fin de cada episodio hasta el retiro de Barker, incluso después de que FremantleMedia compró y absorbó las explotaciones de Goodson-Todman. El programa ahora se acredita como una producción de FremantleMedia.

## Historia de emisiones
The Price is Right se estrenó por la CBS el 4 de septiembre de 1972, a las 10:30. El programa fue inicialmente llamado The New Price is Right para distinguirse de la versión anterior, presentado por Bill Cullen desde 1956 hasta 1965, pero probó ser popular en su propio derecho, resultando en los productores quitando la palabra "New" del título en junio de 1973. El programa se emitió a las 15:00 desde 1973 hasta 1975, pero por otra parte, ha sido un parte del horario matutino de la cadena. En septiembre de 1975, CBS experimentó con una versión del programa con 60 minutos de duración, para celebrar su tercer aniversario. El 3 de noviembre de 1975, el programa hizo permanente su expansión, y el 23 de abril de 1979, el programa movió a su horario actual, a las 11:00.
Desde sus inicios, el formato del programa ha permanecido virtualmente inalterado. Nuevos "Pricing Games" son añadidos cada año, mientras otros son removidos. En adición, premios y "Pricing Games" han mantenido su ritmo con la inflación, con juegos originalmente diseñados para premios con precios de cuatro dígitos siendo ajustados para permitir precios de cinco dígitos. Mientras el plató ha sido rediseñado y actualizado, el programa mantuvo un elemento estético similar desde su estreno en 1972 hasta su transmisión a emisiones de definición alta en 2009.
En la temporada 36, CBS comenzó ofrecer episodios completos del programa para visita accesible en el sitio web del programa, y el programa comenzó emitir episodios en alta definición con la serie de especiales en horario central The Price is Right $1,000,000 Spectacular (la versión diurna normal continuó emitirse en definición estándar con una relación de aspecto de 4:3). En adición, los últimos 12 episodios de la temporada 36 fueron grabados en alta definición, pero emitidos en definición estándar con una relación de aspecto de 4:3. El programa hizo la transición completa a emisiones de alta definición a partir de la temporada 37.
CBS ha emitido dos episodios nuevos diariamente en tres intervalos diferentes (desde el 28 de septiembre hasta el 2 de octubre de 2009, desde el 20 hasta el 24 de septiembre de 2010, y desde el 4 hasta el 8 de octubre de 2010). En el primer intervalo, los episodios adicionales fueron emitidos para llenar una brecha entre la cancelación del drama diurno Guiding Light y el debut de la versión moderna de Let's Make a Deal. En los otros dos intervalos, los episodios adicionales fueron emitidos para llenar la brecha entre la cancelación de As the World Turns y el debut de The Talk.

### Producciones sindicadas
Tres versiones sindicadas de The Price is Right se han emitido.
La primera debutó la semana después del debut de la versión diurna, y continuó sus emisiones hasta septiembre de 1980. Distribuido por Viacom Enterprises (que había comenzado como la división de sindicación de la CBS), el programa mantuvo el formato de su contraparte diurna. Fue presentado por Dennis James en vez de Bob Barker, así que Barker estaba presentando Truth or Consequences esa vez, y se le prohibió presentar dos series sindicadas al mismo tiempo.
La segunda comenzó sus emisiones cinco años después de la cancelación de la primera versión sindicada, y fue presentado por Tom Kennedy. Sindicada por The Television Program Source, esta versión mantuvo el formato de media hora de la versión anterior. Esta versión fue la única de las tres versiones sindicadas de The Price is Right en ser reemitida por Game Show Network (GSN).
La tercera de las versiones sindicadas de The Price is Right era conocida como The New Price is Right, y se estrenó el 12 de septiembre de 1994, con presentación de Doug Davidson. Distribuida por Paramount Domestic Television, esta versión contó con un presupuesto más grande que incluso las dos versiones sindicadas anteriores. No pudo ganar una audiencia significativa, largamente debido a sus preempciones regulares por muchas estaciones para cobertura del juicio por asesinato de O.J. Simpson, y fue cancelada el 27 de enero de 1995, después de sólo 16 semanas de episodios originales.

### Programas de horario central en la CBS
CBS intentó romper la dominancia del horario central en las noches de jueves por la NBC con su propia serie de verano, The Price is Right Special, que se emitió con seis episodios en agosto de 1986.
El 23 de agosto de 1996, CBS emitió un programa especial de hora completo llamado The Price is Right 25th Anniversary Special, que reservaba una mitad de la hora para el juego, y la otra mitad para una serie de clips retrospectivos. Un programa similar llamado The Price is Right 30th Anniversary Special fue grabado desde Harrah's Rio All Suite Hotel and Casino en Las Vegas, y se emitió el 31 de enero de 2002.
Una segunda serie en horario central, llamada The Price is Right Salutes, se emitió en seis episodios durante el verano de 2002, saludando a varias ramas de las Fuerzas Armadas de los Estados Unidos y a los policías y bomberos. La serie rindió homenaje a los héroes de los atentados del 11 de septiembre de 2001.
En 2003, la CBS lanzó otra serie en horario central, bajo el título The Price is Right $1,000,000 Spectacular, que ofreció premios más grandes y costosos que los premios en la versión diurna normal. Debido a la huelga de guionistas en Hollywood de 2007-2008, esta serie fue revivida en una serie de diez episodios nuevos que introdujeron el programa a emisiones de alta definición. Con el paso de los años se haría frecuente la transmisión, al menos una vez al mes, de programas en horario estelar bajo el nombre The Price is Right at Night.
De manera excepcional una temporada regular inició con un especial nocturno. Ello ocurrió el 27 de octubre del 2020 con una emisión en donde, además de tener su escenografía modificada para permitir el distanciamiento social, sus 9 concursantes fueron trabajadores esenciales durante los días de confinamiento obligatorio a causa de la pandemia por COVID-19 que en marzo de ese año interrumpió las grabaciones del programa.

### Gameshow Marathon
En 2006, The Price is Right fue destacado en Gameshow Marathon, una serie presentada por la presentadora y actriz Ricki Lake. Esta versión combinó aspectos de las versiones de Barker y Davidson con celebridades participando como concursantes, en un formato que consistió en tres "Pricing Games" y un "Showcase Showdown" en lo cual los dos concursantes con las puntuaciones más altas pasarían al "Showcase". El ganador del "Showcase" tendría derecho a una posición en "Finalist's Row".
Esta versión tuvo Rich Fields como su locutor, y era grabado en el Estudio 46. También marcó el primer episodio de The Price is Right producido bajo la dirección de Rich DiPirro, quien reemplazó Bart Eskander como el director del programa diurno en enero de 2009.

## Reacción crítica y asuntos legales
El programa ha sido generalmente alabado y ha permanecido como un fornido en las calificaciones de televisión en el transcurso de su historia larga.
La introducción del programa marcó el comienzo de una nueva era en la historia de los concursos televisivos—pasando del formato tradicional basado en el conocimiento y creando "una atmósfera ruidosa que recuerda a un carnaval, la cual ha desafiado las normas y asunciones culturales representadas en las generaciones previas de concursos televisivos".
Desde mediados de los años 1990, la compañía de producción del programa, y en ciertos casos, el productor ejecutivo (tanto Barker como el productor ejecutivo actual, Michael G. Richards) han sido demandados por numerosas mujeres. La mayoría de los pleitos involucraron modelos y otros miembros del personal en casos de acoso sexual, terminación injusta, y discriminación racial. Alegaciones de acoso sexual formuladas por la modelo Dian Parkinson le llevó a Barker llamar un conferencia de prensa para admitir que había anteriormente tenido una relación consensual sexual con ella, mientras negar cualquier acoso y alegando que estaba sólo enojada con él para suspendar la relación. Barker se quedó viudo en 1981 tras la muerte de su esposa, Dorothy Jo. También se ha alegado que Barker y los miembros seniores del personal crearon un ambiente de trabajo hostil, particularmente a aquellos que testificarían para los demandantes quienes estaban demandando Barker. Respondiendo a la controversia justo antes de su retiro, Barker le informó a William Keck de USA Today, "Las alegaciones han estados tanto de un problema que no quiero decir nada sobre ellas. Ellas estaban asquerosas; no quiero mencionarlas."
Todos los pleitos de la era de Barker, excepto por uno, fueron resueltos fuera de la corte. El mismo Barker dejó calumnias contra Holly Hallstrom. Hallstrom presentó una contrademanda, y en última instancia, recibió millones de dólares en asentamiento.
Dos pleitos corrientes que involucran Brandi Sherwood y Lanisha Cole son actualmente en litigación, dirigidos a Richards y el productor Adam Sandler.

## Otros medios
The Price is Right ha expandido de ser un programa simple en la televisión a ser un franquicia de múltiples formas de medios. Se han producido ocho juegos de tablero basados en el programa, que varían en formato y en similitud con el programa original. Muchos juegos électronicos para computadoras personales y videoconsolas también han sido producido, comenzando con un juego estrenado para el DOS y el Commodore 64 por GameTek en 1990. Además, una serie popular de máquinas tragaperras, todos basados en la versión actual del programa, fueron fabricados para casinos norteamericanos por International Game Technology.
Después del episodio emitido desde Las Vegas en 2002, Harrah's y RTL Group acordaron llevar a cabo espectáculos licenciados en vivo en sus locales, bajo el título The Price is Right Live!, con tales actores como Roger Lodge o Todd Newton presentando, y Randy West, Daniel Rosen, o Dave Walls como locutor.
Una caja de cuatro DVD rindiendo homenaje al programa, llamada The Best of "The Price is Right", fue estrenado el 25 de marzo de 2008. Cuenta con cuatro episodios de la serie de 1956–1965 con Bill Cullen, 17 episodios de la serie diurna con Barker emitidos desde 1972 hasta 1975, y los últimos cinco episodios presentados por Barker.

## Galardones
The Price is Right ha recibido cinco Premios Daytime Emmy en la categoría de Mejor Programa de Concurso/Participación de Audiencia (en 1988, 1996, 1997, 2004, y 2007).